# Air Express Tanzania
Air Express was een Tanzaniaanse luchtvaartmaatschappij die werd opgericht in 2002 en haar operaties staakte in 2006.